# Khasekhemui
Khasekhemui (... – 2690 a.C.) è stato un faraone egizio, l'ultimo della II dinastia.

## Biografia
Benché meglio conosciuto dei suoi immediati predecessori anche nel suo caso vi sono dubbi sul fatto che il nome indichi un solo sovrano oppure due.
Dai ritrovamenti avvenuti soprattutto ad Abido provengono alcuni serekht dell'Horo Khasekhem ed altri dell'Horo-Seth Kashekhemui.

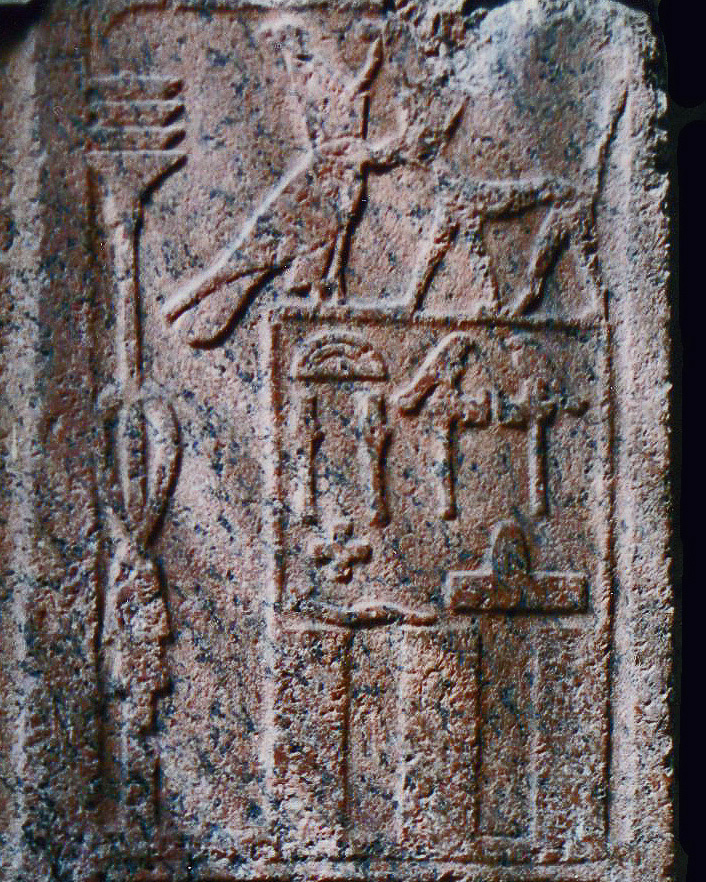
Serekht di Khasekhemui. Falsa porta. Egyptian Museum Cairo

La collocazione di questo sovrano nella sequenza non è chiara in quanto il Canone reale lo pone dopo Aaka, Neferkaseker, e Hudjefa mentre altre liste sono ordinate in modo diverso.
Tenendo presente che l'ultimo sovrano della II dinastia è ricordato per le sue campagne militari soprattutto nel nord dell'Egitto e che l'unione del nebwy Hotepimef con il nome ufficiale può essere reso come L'Horo e Seth Khasekhemui, i Due Signori sono in pace con lui è possibile ipotizzare che questo sovrano abbia nuovamente riunito le due corone del Basso ed Alto Egitto dopo un periodo di divisione.
Si suppone che Peribsen e Khasekhem avessero regnato nello stesso tempo sulle due parti dell'Egitto e che Khasekhem (o il suo successore) unificasse nuovamente il paese e cambiasse nome aggiungendo il nome di Seth alla titolatura in segno di pacificazione.
Ulteriore segno di questa volontà di pacificazione è che la tomba di Peribsen non venisse distrutta o il suo nome cancellato dalle iscrizioni.
Durante il suo regno si assistette ad un notevole sviluppo tecnologico. La Pietra di Palermo ricorda che nel quindicesimo anno del suo regno venne realizzata una statua in rame e che due anni prima il sovrano aveva fatto costruire un tempio, detto La dea rimane, completamente in pietra, notizia questa che conferma che la padronanza della costruzione in pietra venne acquisita già prima della III dinastia. Khasekhemwy costruì un forte a Nekhen, e uno ad Abido (ora noto come Shunet ez Zebib). Forse avrebbe costruito Gisr el-Mudir a Saqqara.
Khasekemui venne sepolto nella necropoli reale di Umm el-Qa'ab, presso Abido, nella tomba V.

## Liste reali
| U28 | U28 | D1 | i | i |

| U28 | U28 | D1 | i | i |

| U28 | U28 | D1 | i | i |

| U28 | U28 | D1 | i | i |

| U28 | U28 | D1 | i | i |

| U28 | U28 | D1 | i | i |

| U28 | U28 | D1 | i | i |

| U28 | U28 | D1 | i | i |

| b | b | N21 | i | i |

| b | b | N21 | i | i |

| b | b | N21 | i | i |

| b | b | N21 | i | i |

| b | b | N21 | i | i |

| b | b | N21 | i | i |

| b | b | N21 | i | i |

| b | b | N21 | i | i |

| HASH | b | t · Z4 |

| HASH | b | t · Z4 |

| HASH | b | t · Z4 |

| HASH | b | t · Z4 |

| HASH | b | t · Z4 |

| HASH | b | t · Z4 |

| HASH | b | t · Z4 |

| HASH | b | t · Z4 |

## Titolatura
| G5 |

| G5 |

| N28 | S42 | S42 |

| N28 | S42 | S42 |

| N28 | S42 | S42 |

| N28 | S42 | S42 |

| N28 | S42 | S42 |

| N28 | S42 | S42 |

| N28 | S42 | S42 |

| N28 | S42 | S42 |

| G16 |

| G16 |

| N28 | S42 | S42 | nbw · F32 | s | n |

| N28 | S42 | S42 | nbw · F32 | s | n |

| G8 |

| G8 |

|  |

| M23 · X1 | L2 · X1 |

| M23 · X1 | L2 · X1 |

| U28 | U28 | D1 | i | i |

| U28 | U28 | D1 | i | i |

| U28 | U28 | D1 | i | i |

| U28 | U28 | D1 | i | i |

| U28 | U28 | D1 | i | i |

| U28 | U28 | D1 | i | i |

| U28 | U28 | D1 | i | i |

| U28 | U28 | D1 | i | i |

| G39 | N5 |

| G39 | N5 |

|                   | \| \| \| Non ancora in uso \| \| \| |
|                   |                                     |
| Non ancora in uso |                                     |
|                   |                                     |

|                   |
| Non ancora in uso |
|                   |

Altre forme di serekht e di nebty
| G5 | E20 |

| G5 | E20 |

| N28 | S42 | S42 | G7 | G7 | Htp | Z11 · f |

| N28 | S42 | S42 | G7 | G7 | Htp | Z11 · f |

| G16 |

| G16 |

| N28 | S42 | S42 | G7 | G7 | R4 · Z11 | I9 |

| N28 | S42 | S42 | G7 | G7 | R4 · Z11 | I9 |

## Galleria d'immagini

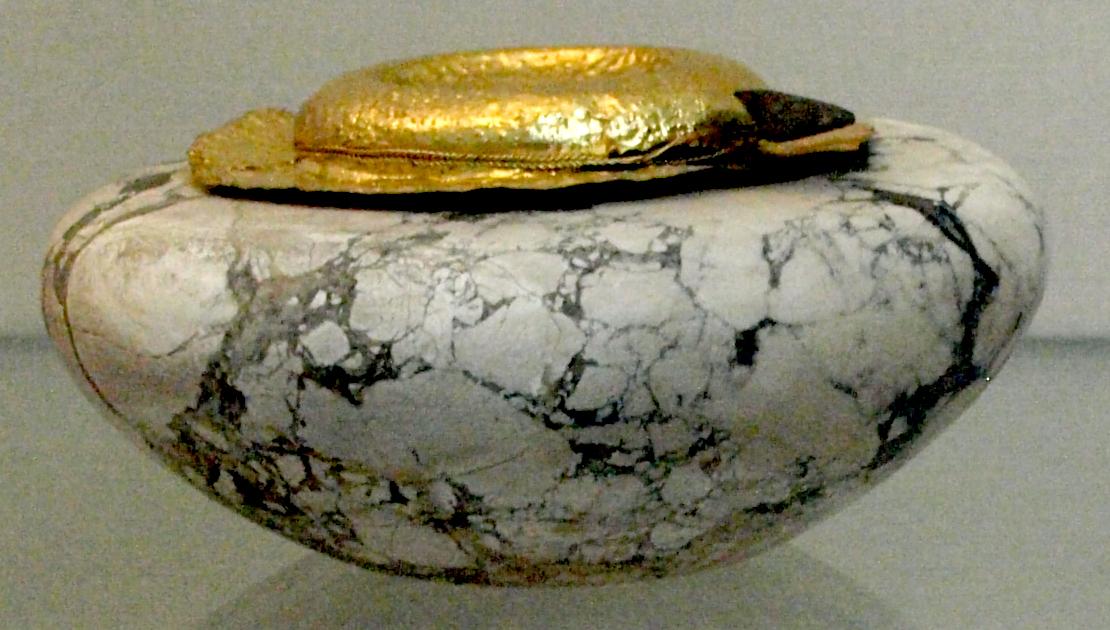
Contenitore in calcare con coperchio d'oro dalla tomba di Khasekhemui
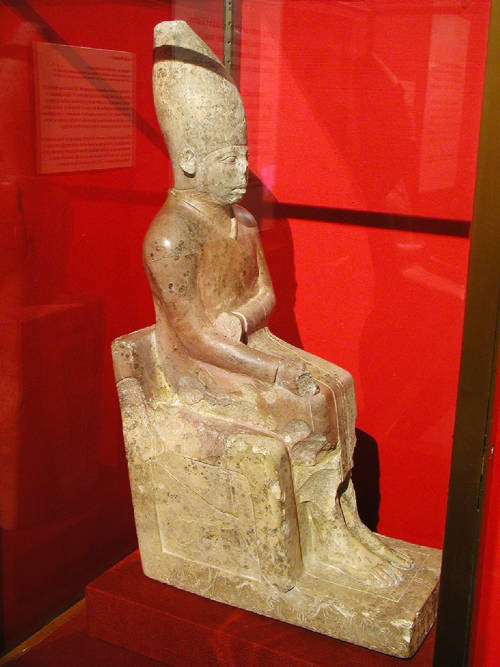
Statua di Khasekhemui, Ashmolean Museum
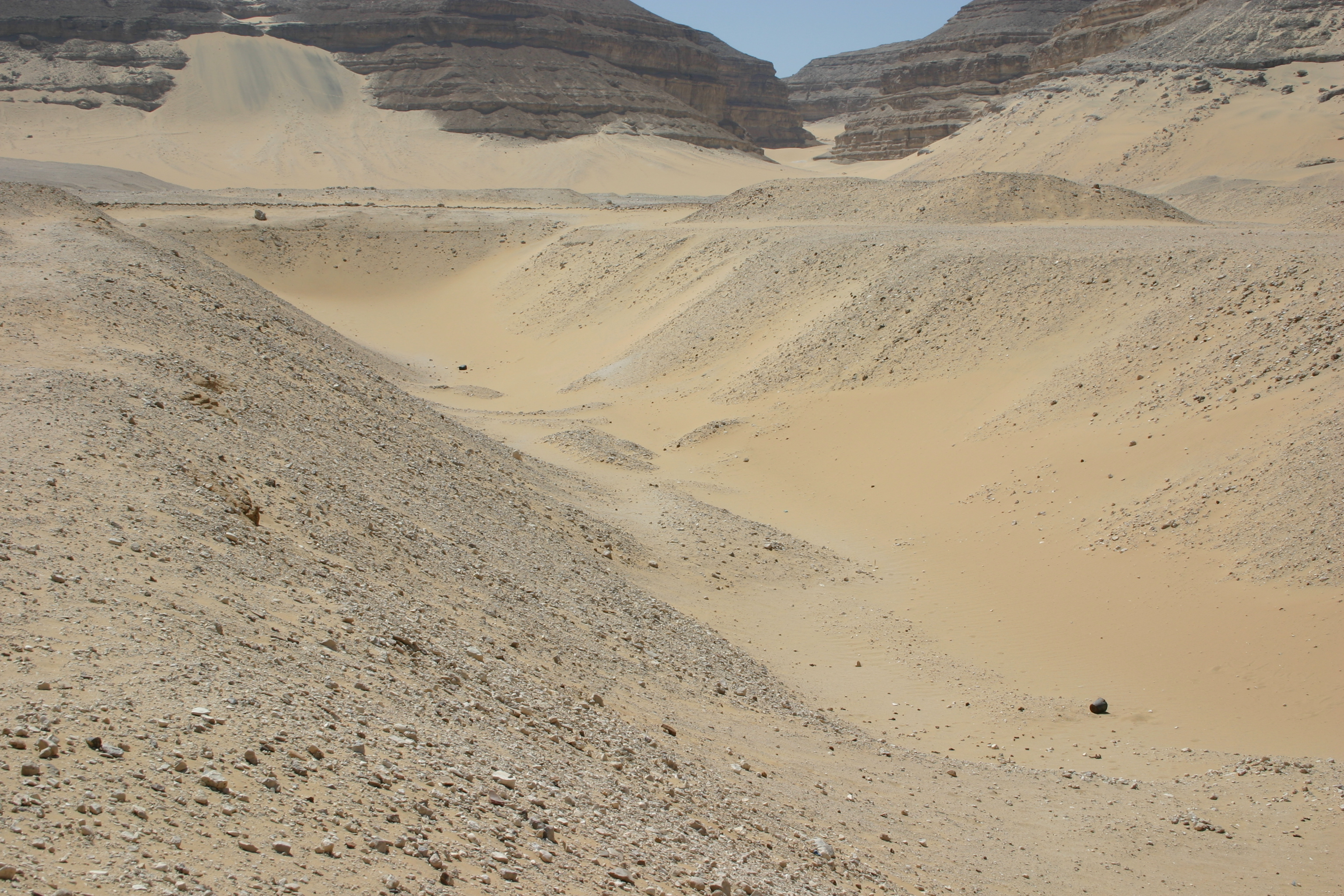
Resti della tomba di Khasekhemui a Umm el-Qa'ab
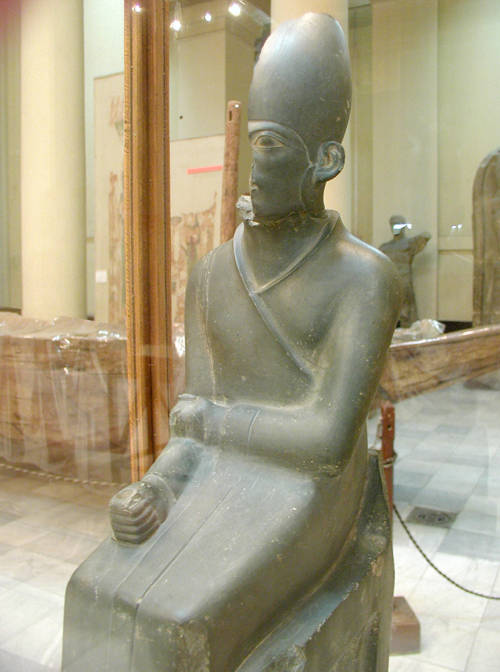
Statua di Khasekhemui, Museo egizio (Il Cairo)
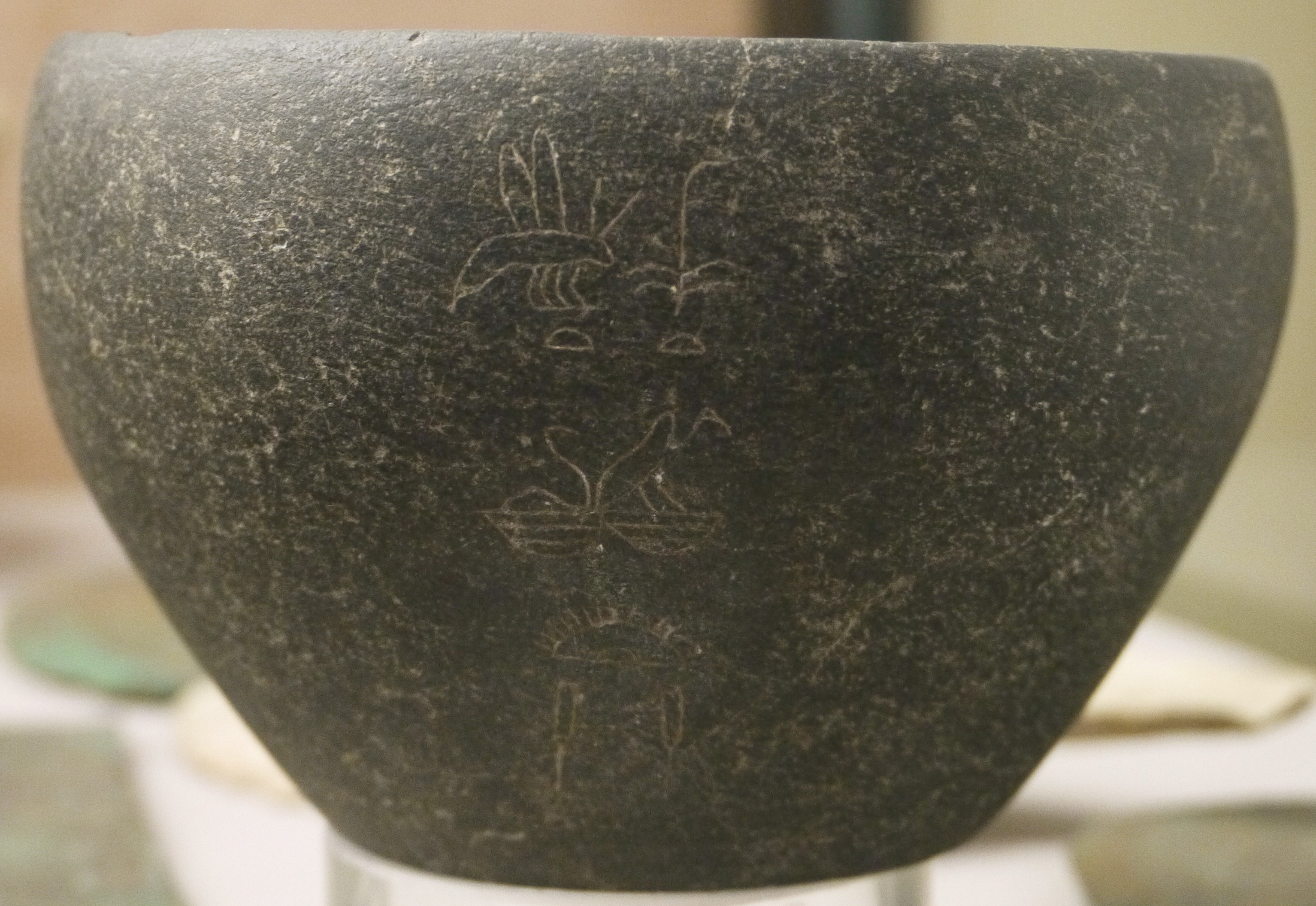
Vaso in pietra portante i nomi di Khasekhemui, Museo Archeologico Nazionale (Francia)

## Altre datazioni
| Autore        | Anni di regno         |
| ------------- | --------------------- |
| Redford       | 2714 a.C.-2687 a.C.   |
| von Beckerath | 2709 a.C. - 2682 a.C. |
| Málek         | 2674 a.C.- 2647 a.C.  |